# 貼身校花之君臨天夏
《貼身校花之君臨天夏》，是一部由上海絲芭影視有限公司出部的網絡劇。由張語格、乔楚航、王润泽、杨霖、张丹三主演。劇情改編自网络小说《我的貼身校花》。2017年10月11日搜狐首播。

## 劇情簡介
夏诗涵在父亲死后独自支撑夏氏集团，却在公司受到亲人排挤，男友唐宇也因她忙于工作而提出分手。恰逢“魔王”君临苏醒四处找寻“神之心”，夏诗涵作为魔王前世之缘语嫣的转世，神之心就隐藏在她体内。君临想拿回“神之心”却发现夏诗涵会因此有生命危险，为了不伤害夏诗涵，君临化身教授隐藏在她身边防止“神之心”黑化。夏诗涵身边意外不断，君临多次出手相助，也渐渐对善良努力的夏诗涵产生莫名感情。君临以心理咨询的方式鼓励夏诗涵坚强面对困难，两人也在长久的相处中互生好感。妖女柳雨筠看不得自己爱慕崇拜的君临处处维护夏诗涵还甘愿放弃“神之心”，阴谋设计夏氏集团，导致夏诗涵被赶出公司，还利用“啼血之心”复活语嫣，挑拨离间。“神之心”渊源浮出水面，夏诗涵和君临的感情考验不断，柳雨筠的阴谋也渐渐显现，夏诗涵化身冰雪女王对抗。君临对夏诗涵是真爱还是另有目的？这一切是否另有阴谋？探明真相后的...

## 演員角色
| 演員            | 角色   | 介紹                                                     |
| 張語格（SNH48） | 夏诗涵 |                                                          |
| 乔楚航          | 君临   |                                                          |
| 王润泽          | 唐宇   |                                                          |
| 楊霖            | 丰子赫 | 子赫哥哥(冉果兒尊稱) 冉果兒男朋友 曾被柳雨筠殺死，後復活 |
| 張丹三（SNH48） | 陆姗姗 |                                                          |
| 商侃            | 柳雨筠 |                                                          |
| 宋昕冉（SNH48） | 冉果儿 | 丰子赫女朋友 曾被柳雨筠殺死，後復活                      |
| 杨韫玉（SNH48） | 任叮当 | 夏詩涵，冉果兒的好朋友                                   |
| 邵雪聰（SNH48） | 语嫣   |                                                          |
| 李柏蓉          | 白冰   |                                                          |

## 製作
2017年4月9日，《贴身校花之君临天夏》在厦门湾南岸漳州开发区美仑山庄正式开机。漳州开发区管委会副主任、宣传部部长刘永祥对《贴身校花之君临天夏》剧组在漳州开发区开拍表示欢迎，他说，海峡两岸影视制作漳州基地入驻开发区后，《幸福的脚步》、《我星飞扬》等一批影视剧组先后选择这里取景拍摄，开发区将继续提升服务，完善配套，推动影视文化产业旅游产业快速发展。2017年6月5日，宣佈殺青。2017年9月27日，发布由张语格和辉子合唱的推广曲《Bee With U》。2017年9月28日，发布海报和先导预告片。2017年10月11日，于北京举办了开播发布会。

## 音乐
| 名称           | 演唱         | 作词              | 作曲          | 备注          |
| 《Heart Beat》 | 7SENSES      | 浅紫              | 都智文        | 片頭曲        |
| 《Bee with U》 | 张语格、辉子 | 陈令韬、辉子、小7 | 陈令韬、Tiger | 推广曲 片尾曲 |
| 《废墟纪元》   | SNH48        | 傅锦川            | 张宴菁        | 插曲          |
| 《如果有你在》 | SNH48        | 张鹏鹏            | 吴依瑄        | 插曲          |